# کومانچی

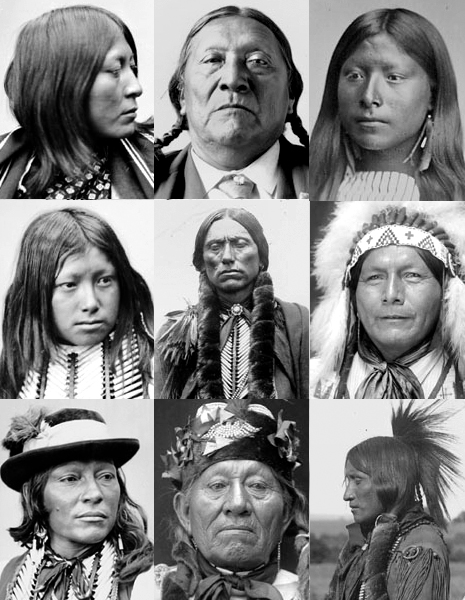

کومانچی (به زبان کومانچی: Nʉmʉnʉʉ) نام یک قبیله سرخپوست دشتی است که قلمرو تاریخی آنان به نام کومانچریا شامل ایالات امروزین نیومکزیکو، جنوب کلرادو، جنوب غربی کانزاس، غرب اوکلاهوما و قسمت اعظم شمال غربی تگزاس می‌شد. دولت فدرال آمریکا کومانچی‌ها را رسماً با نام ملت کومانچی (Comanche Nation) به رسمیت شناخته است. مرکز ملت کومانچی در شهر لاوتون در ایالت اوکلاهوما واقع است.
امروزه ملت کومانچی دارای ۱۵۱۹۱ عضو است که تقریباً ۷۷۶۳ نفر آن‌ها در ناحیه اطراف شهر لاتون، فورت استیل و نواحی اطراف جنوب غربی اوکلاهوما زندگی می‌کنند.